# Christian Sorg
Pour les articles homonymes, voir Sorg.
Christian Sorg, né le 22 mai 1941, à Paris, est un peintre français.

## Biographie
Christian Sorg naît le 22 mai 1941 à Paris,.
Etudes, les Arts Appliqués(4 ans), atelier de sculpture et étude rigoureuse  du dessin puis École nationale supérieure des Beaux-Arts de Paris mais aussi au cabinet des dessins du Louvre qu'il fréquente[réf. nécessaire].
Il est installé un temps dans Paris, rue de Charonne, puis à la Cité Fleurie où il demeure à ce jour,. 1994 il vit aussi dans l'Yonne mais passe de longues périodes à Paris et en Espagne. 

## Collections en France et à l'étranger
- Fonds régional d'art contemporain
  - Alsace
  - Haute-Normandie
  - Midi-Pyrénées
- Fonds national d'art contemporain, Paris-La Défense
- Musée des Beaux-arts de Nantes
- Musée d'Art moderne de Paris
- Centre national d'art et de culture Georges-Pompidou, Paris
- Musée des beaux-arts de Rouen
- Musée d'art et d'industrie de Saint-Étienne
- Musée de Sens
- Musée de Soissons
- Les Abattoirs de Toulouse

musée Carnot, Villeneuve-sur-Yonne
- Fondation d'Art contemporain de la MATMUT
- Fondation Colas
- Fondation Zervos
- Museo provincial de Teruel, Espagne
- Museo Juan Cabré, Calaceite, Espagne
- Museo d'Arte Contemporaneo de Zaragoza, Espagne
- Museo del Grabado de Goya, Fuendetodos, Espagne
- Museo del dibujo español, Larrès, Huesca, Espagne
- Institut français de Barcelone, Espagne
- Musée d'Art et d'histoire, gebève, Suisse